# Lina (2017)
Lina ist ein österreichischer Spielfilm von Walter Wehmeyer, Christine Wurm, W. Andreas Scherlofsky und Tino Ranftl aus dem Jahr 2017. Die Premiere erfolgte am 8. März 2017 im Wiener Urania-Kino, der Kinostart in Österreich am 10. März 2017. Die Fernseh-Erstausstrahlung erfolgte am 27. Oktober 2018 auf 3sat.

## Handlung
Der Film erzählt eine fiktionale Geschichte rund um Lina Loos, geborene Carolina Obertimpfler, während ihrer Ehe mit dem Architekten Adolf Loos in den Jahren 1902 bis 1905.
Im Wien des Jahres 1902 gilt die 19-jährige Schauspielschülerin Carolina Obertimpfler als umworbene Frau einer Gruppe von Künstlern und Literaten. Zu ihrem Freundeskreis zählt auch der Schriftsteller Peter Altenberg. In dessen Gesellschaft lernt sie den zwölf Jahre älteren Architekten Adolf Loos kennen und nimmt seinen spontanen Heiratsantrag sofort an. Lina sieht die Ehe als eine Chance, ihrem Elternhaus zu entkommen und hofft auf ein freies Leben mit Loos, der moderne Ansichten vertritt. Allerdings engt er Lina zunehmend mit Vorschriften und Verhaltensregeln ein. Adolf hat in vielen Lebensbereichen moderne, aber vor allem strikte Vorstellungen. Lina fühlt sich von Adolf bevormundet.
Im gemeinsamen Freundeskreis begegnet Lina dem Gymnasiasten Heinz Lang, Sohn der Frauenrechtlerin Marie Lang, mit dem sie eine Affäre beginnt. Das gesamte Umfeld, von Peter Altenberg bis zu der Frauenrechtlerin Sofie von Waldegg, weiß über diese Bescheid. Adolf Loos entdeckt sie als Letzter und fordert von Lina die Entscheidung, entweder bei ihm zu bleiben oder Heinz Lang nach England zu folgen. Lina begibt sich für drei Monate in eine entlegene Jagdhütte in den Bergen. Als ihr nach dieser Zeit Adolf nachreist, um sie abzuholen, eröffnet sie ihm, dass sie in Zukunft alleine leben und sich selbst erhalten möchte. Jahre später liest sie einen Zeitungsartikel von damals mit einer Meldung über Langs Tod, er habe sich in England erschossen, nachdem ihm eine unbekannte Frau den Laufpass gegeben hatte.

## Produktion und Hintergrund
Die Dreharbeiten fanden zwischen März 2014 und Frühsommer 2015 statt. Unterstützt wurde der Film von den Ländern Niederösterreich, Steiermark und Salzburg sowie der Kulturabteilung der Stadt Wien. Produziert wurde der Film von Walter Wehmeyer Filmproduktion. Für den Ton zeichneten Herwig Rogler und Martin Rohrmoser verantwortlich, für das Kostümbild Barbara Langbein und für die Ausstattung Edith Priesching und Michael Holzer.
Die Dreiecksgeschichte zwischen Lina und Adolf Loos sowie Heinz Lang wurde auch von Arthur Schnitzler im Stück Das Wort verarbeitet.

## Auszeichnungen
- 2016: Honorable Mention auf dem Chicago Amarcord Arthouse Television & Video Fest[9]